# Połom (powiat olecki)
Połom (niem. Polommen) – osada w Polsce położona w województwie warmińsko-mazurskim, w powiecie oleckim, w gminie Świętajno.
W latach 1975–1998 miejscowość należała administracyjnie do województwa suwalskiego.
Wieś z dworem i leśnictwem, wzmiankowana na przełomie lat 1539-1540 jako wieś czynszowa z 36 chłopami. We wsi znajdował się młyn książęcy z trzema kamieniami. Od XVII do początku XIX w. mieściła się w niej siedziba i władz administracji publicznej i skarbowej. Do końca XVIII wieku czynna tu była huta żelaza. W 1762 roku powstała szkoła. W XVIII i XIX wieku na skutek kolonizacji i podziałów rodzinnych powstawały sąsiednie folwarki: folwark Röbel, leśnictwo Połom, leśnictwo Smolnik, folwark Połomek.
W 1938 r. w ramach procesów germanizacji zmieniono nazwę wsi na: Herzogsmühle.
W miejscowości działało Państwowe Gospodarstwo Rolne Połom.